# Вознесенівка (станція)
Вознесе́нівка — прикордонна залізнична станція Луганської дирекції Донецької залізниці на лінії Дебальцеве — Красна Могила, за 12nbsp;км від станції Довжанська і є останньою станцією перед державним кордоном України з Росією (10,4 км). Розташована в місті Вознесенівка Довжанського району Луганської області. До 2014 року на станції Красна Могила знаходився прикордонний пункт контролю Червона Могила Луганської митниці для залізничного транспорту на лінії Лиха — Гуково.

## Історія
Станція відкрита 1878 року, під первинною назвою Провалля.
У грудні 1919 року біля станції відбувся запеклий бій 8-го Богучарського полку 33-ї кавалерійської дивізії червоноармійців, який прибув з радянської Росії з силами білогвардійського генерала Костянтина Мамонтова. У цьому бою загинуло 475 червоноармійців.
Постановою Ради праці та оборони СРСР від 28 квітня 1920 року «З нагоди пам'яті 400 червоноармійців, жертв контрреволюції, які поховані на станції Провалля Катерининської залізниці» станція Провалля перейменована в станцію Красна (Червона) Могила.

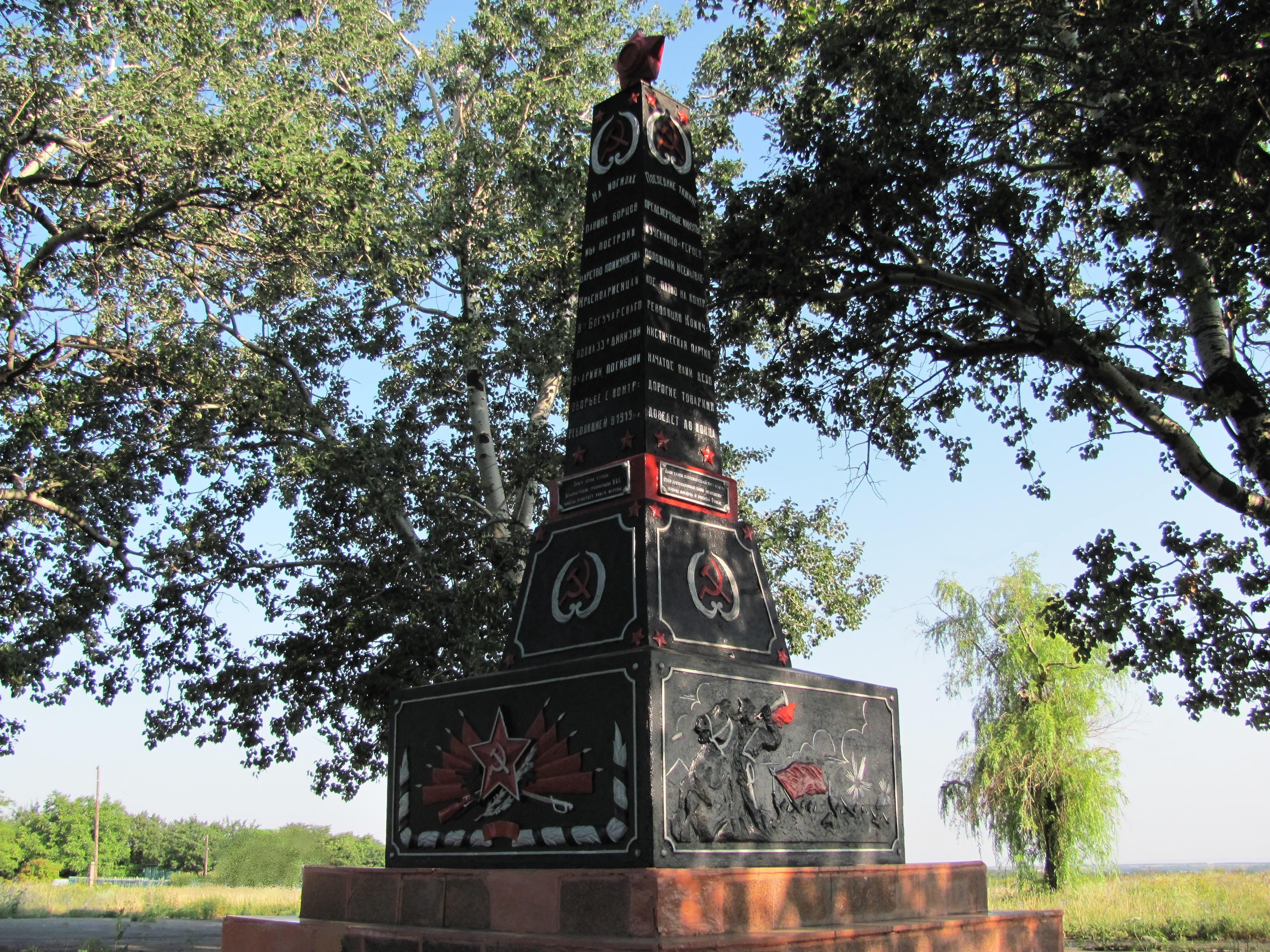
Обеліск «Червона Могила»

7 листопада 1922 року, з нагоди 5-ї річниці Жовтневого перевороту, біля станції відкрито пам'ятник полеглим. В тому ж 1922 році станція перейменована на Красну Могилу.
5 червня 2014 року Кабінет Міністрів України, з міркувань громадської безпеки та з метою запобігання виникненню загрози життю та здоров'ю населення внаслідок небезпечних подій, які відбуваються на окремих тимчасово окупованих територіях, ухвалив рішення про припинення руху через цей пункт пропуску, а також через сім інших пунктів на російсько-українському кордоні.
У травні 2023 року, в рамках дерусифікації інфраструктури «Укрзалізниці», Луганська ОВА запропонувала долучитися до обрання назв 9 станцій, що на Луганщині, в тому числі і станцію Красна Могила, яку передбачено перейменувати на однойменну назву з містом.
17 січня 2025 року постановою Кабінету Міністрів України станцію перейменовано на Вознесенівка.

## Послуги
На станції виконуються послуги:
- продаж пасажирських квитків;
- прийом й видача багажу, вантажів повагонними та мілкими відправленнями (є під'їзні колії, криті склади та відкриті майданчики).

## Пасажирське сполучення

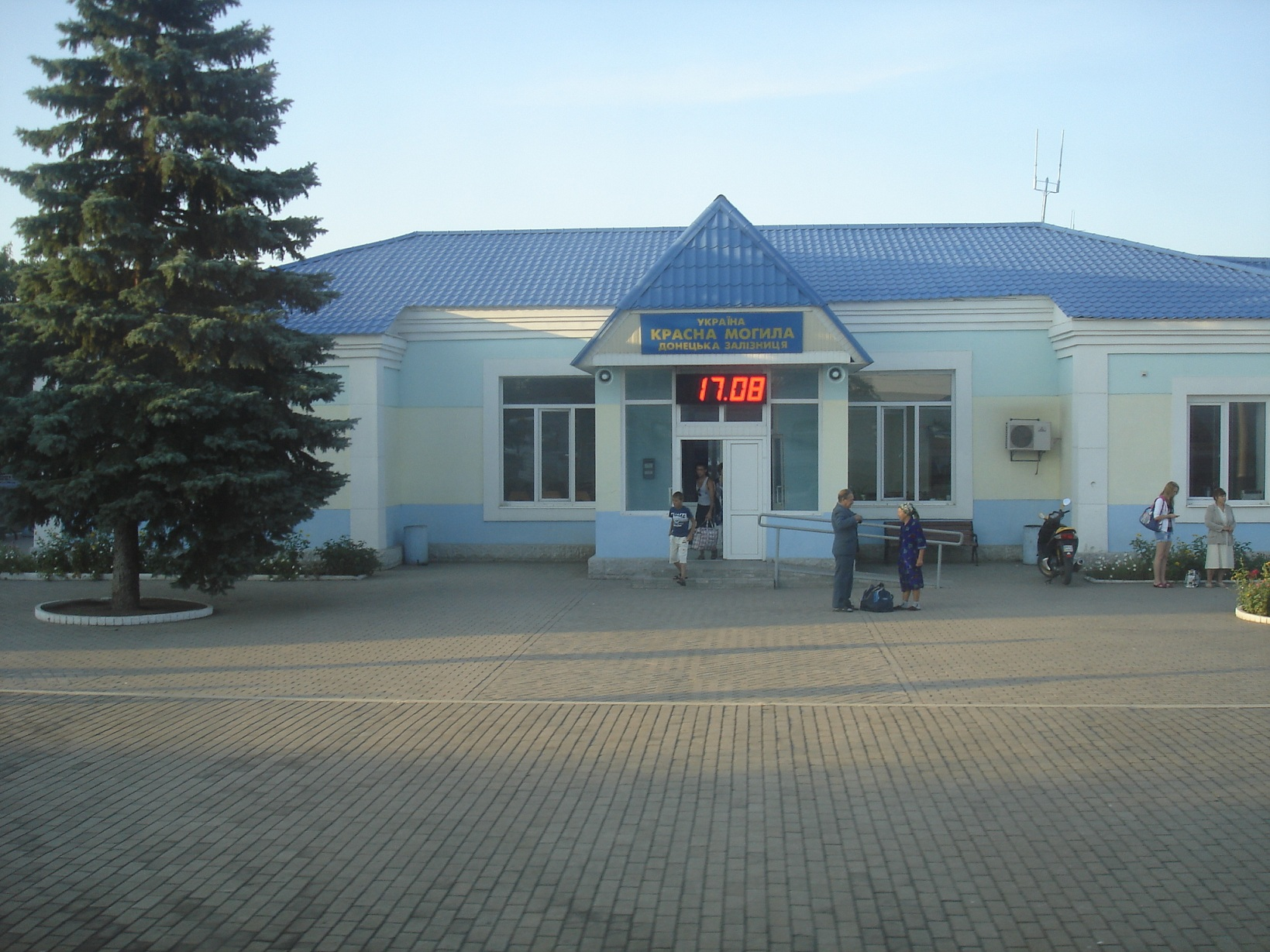
Залізничний вокзал

У 2014 році, через військову агресію Росії на сході Україні, транспортне сполучення припинене, наразі двічі на день курсує дві пари приміських поїздів сполученням Фащівка — Красна Могила.